# Abdülkadir Koçak
Abdulkadir Koçak (født 1. januar 1981) er en tyrkisk bokser som konkurrerer i vægtklassen Let-fluevægt (48 kg). Koçak boksede Beşiktaş J.K. indtil han skiftede til Tekelspor i Istanbul.
Kocak vandt en Guldmedalje under European Union Boxing Championship i 2003 i Strasbourg, Frankrig. Han blev udnævnt til Best Boxer ud af de 91 boksere fra 17 forskellige lande som deltog i konkurrencen. Han vandt en bronzemedalje under Universiaden i Antalya, Tyrkiet. Koçak vandt en bronzemedalje i vægtklassen Let-fluevægt Middelhavslegene 2005 i Almería, Spanien.